# Picinisco
Picinisco ist eine italienische Gemeinde in der Provinz Frosinone in der Region Latium mit 1098 Einwohnern (Stand 31. Dezember 2023).
|  |

## Geographie
Picinisco liegt 140 km östlich von Rom und 58 km östlich von Frosinone. Es erstreckt sich über einen Höhenrücken, einem Ausläufer der Monti della Meta, zwischen den Tälern des Rava und des Melfa. Zur Gemeinde zählen die Ortsteile Fontitune, Liscia und Valleporcina. Ein großer Teil des Gemeindegebiets gehört zum Nationalpark Abruzzen, Latium und Molise. Es erstreckt sich über eine Höhendifferenz von 300 bis 2.242 m s.l.m.
Picinisco ist Mitglied der Comunità Montana Valle di Comino.
Die Gemeinde liegt in der Erdbebenzone 1 (stark gefährdet).
Die Nachbarorte sind Alfedena (AQ), Atina, Barrea (AQ), Gallinaro, Pizzone (IS), San Biagio Saracinisco, Sant’Elia Fiumerapido, Settefrati und Villa Latina.
Der Ortsname ist noch nicht nachvollziehbar gedeutet worden.

### Verkehr

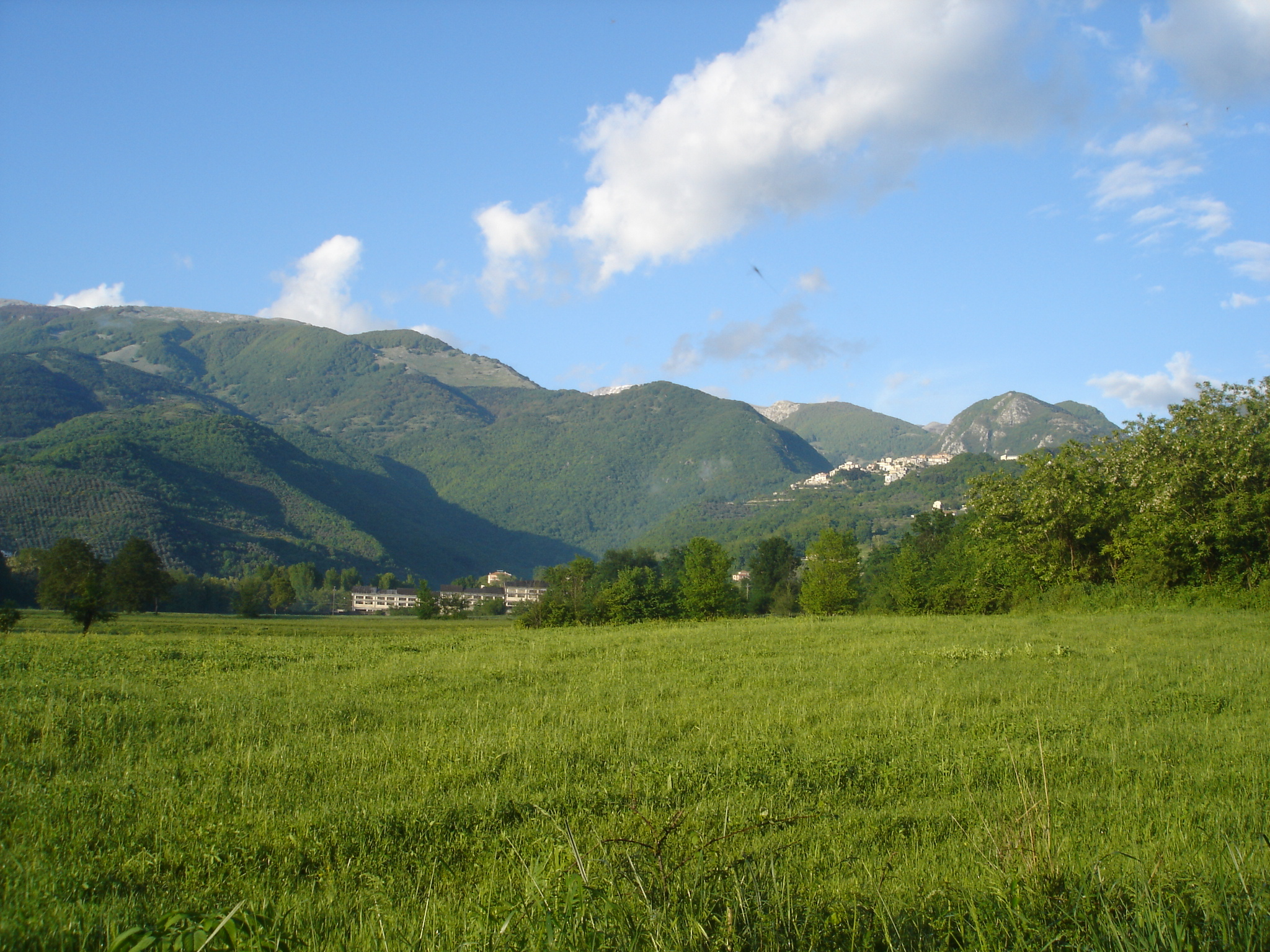

Picinisco ist durch die Staatsstraße SS 509 di Forca d'Acero, von Cassino in die Abruzzen, an das Straßennetz angeschlossen. Über sie erreicht man auch in 33 km Entfernung die Anschlussstelle Cassino der A 1 Autostrada del Sole.
In Cassino, in 30 km Entfernung, befindet sich auch der nächste Bahnhof an der Bahnstrecke Rom – Neapel.

## Geschichte
Der Hügel von Picinisco dürfte bereits von Samniten bevölkert gewesen sein, bevor das Gebiet im Jahre 293 v. Chr. ins römische Machtgebiet eingegliedert wurde. Die erste Erwähnung eines Ortes namens Piczinisci erfolgte in einer Schenkungsurkunde vom 6. März 1017, welche die Brüder und Fürsten von Capua Pandulf III. und IV. für die Abtei Montecassino ausstellten. Im Jahre 1054 ließen die beiden Grafen des Marserlandes, Oderisio II. und Rainaldo III., eine Befestigung anlegen.
König Roger II. von Sizilien legte 1150 die Grenzen neu fest und wies das Dorf der Nachbarstadt Atina zu. Seitdem gehörte es bis 1806 den Grafen und Herzögen von Alvito aus den Familien Cantelmo, Cardona und Gallio. 1861 kam es zum Königreich Italien. Im Jahre 1919 besuchte der englische Schriftsteller David Herbert Lawrence, Autor von Romanen und Novellen, darunter dem bekannten Lady Chatterleys Liebhaber, Picinisco. Im Frühjahr 1944 erlitt der Ort beträchtliche Schäden in den Kämpfen um die hier verlaufende Gustav-Linie, und die Emigration verringerte die Bevölkerung auf ein Drittel des Bestandes von 1921. Die Folgen des Erdbebens vom 7. und 11. Mai 1984, das in dieser Gegend sein Epizentrum hatte, wurden bis jetzt nicht vollständig beseitigt.

## Bevölkerungsentwicklung
| Jahr      | 1861 | 1881 | 1901 | 1921 | 1936 | 1951 | 1971 | 1991 | 2001 |
| --------- | ---- | ---- | ---- | ---- | ---- | ---- | ---- | ---- | ---- |
| Einwohner | 3275 | 3510 | 2563 | 3837 | 2529 | 2884 | 1477 | 1261 | 1206 |

Quelle: ISTAT

## Politik
Giancarlo Ferrera (Bürgerliste) wurde 2002 zum Bürgermeister gewählt und im Mai 2007 im Amt bestätigt. Marco Scappaticci (Lista Civica: Progetto Picinisco) übt seit dem 11. Juni 2017 das Amt aus.

## Sehenswürdigkeiten
- An der Piazza Ernesto Capocci vor dem Aufgang zum Ortszentrum steht die Porta di Piazza, ein Tor mit der Funktion eines Uhrturmes.
- Die Kirche San Rocco befindet sich gegenüber der Porta und wurde vor 1533 mit einer anderen Widmung erbaut; seit 1820 trägt sie die noch heute gültige Weihung an den heiligen Laurentius. Nach dem Erdbeben von 1984 wurde sie erst am 29. Juni 2006 wieder geöffnet.
- An der Via Rione auf dem Ortshügel befindet sich die Mauer der Burg mit zwei seitlichen Türmen und einem Tordurchgang, der Porta Rione. Dahinter steht ein mächtiger Rundturm; großenteils erhalten ist der steinerne Wehrgang. Es schließt sich innen rechts der Palast der Grafen und Herzöge von Alvito aus dem 16. Jahrhundert an. Er harrt seit dem Ende des Zweiten Weltkriegs wie die Burg insgesamt noch einer durchgreifenden Renovierung.
- Die Collegiata San Lorenzo ist seit dem Jahre 1305 die Hauptkirche. Sie besitzt eine Barockfassade und einen mittelalterlichen Glockenturm, der wohl zuvor als Wachtturm diente. Der prachtvolle dreischiffige Innenraum zeigt die Renovierung nach dem Erdbeben; er enthält mehrere Altäre, eine Holzkanzel mit Intarsienarbeit und eine Orgel von 1739.
- Die Kirche Santa Maria Assunta befindet sich am Friedhof. Sie war das früheste Gotteshaus des Ortes und diente als Volkskirche (Pieve) für die Landbevölkerung. Sie wurde in einer Urkunde von Papst Paschalis II. aus dem Jahre 1110 erstmals genannt. Die Fassade mit einer Portikus von fünf Arkaden und der einfache Innenraum mit Rundbögen und offenem Dachstuhl bezeugen die Entstehung in der Zeit der Romanik.

## Kulinarische Spezialitäten
Eine regionale Spezialität ist der Pecorino di Picinisco DOP, ein Schafskäse mit geschützter Handelsmarke.